# Hasenberg (Remscheid)
Hasenberg ist ein statistischer Stadtteil von Remscheid und gehört zum Stadtbezirk Lennep. Er liegt südöstlich von der Lenneper Altstadt. Im Südosten liegt der statistische Stadtteil Engelsburg, im Norden Henkelshof, im Westen Stadtgarten und Lennep Neustadt. 
Der Stadtteil ist nach einem Wohnplatz benannt, der im 15. Jahrhundert erstmals urkundlich erwähnt wurde. Darüber hinaus umfasst er als Verwaltungseinheit die weiteren Wohnplätze und Hofschaften Schneppendahl, Neuenteich, Jacobsmühle und Lenneperhof. Abgegangen ist Panzer.
Hasenberg ist heute fast geschlossen mit Ein- und Mehrfamilienhaussiedlungen bebaut. Davon ausgenommen sind nur die Täler des Lenneper Bachs und des Panzerbachs an den Rändern des Stadtteils.

## Geschichte des Wohnplatzes Hasenberg
Hasenberg wurde erstmals 1492 als Hasenbergh urkundlich erwähnt.
Im 18. Jahrhundert gehörte der Ort zum bergischen Amt Bornefeld-Hückeswagen. 1815/16 lebten elf Einwohner im Ort. 1832 war Hasenberg Teil der altbergischen Landgemeinde Fünfzehnhöfe, die nun der Bürgermeisterei Wermelskirchen angehörte. Der laut der Statistik und Topographie des Regierungsbezirks Düsseldorf als Ackergut bezeichnete Ort besaß zu dieser Zeit ein Wohnhaus und zwei landwirtschaftliche Gebäude. Zu dieser Zeit lebten 13 Einwohner im Ort, allesamt evangelischen Glaubens.
Im Gemeindelexikon für die Provinz Rheinland werden für das Jahr 1885 drei Wohnhäuser mit 12 Einwohnern angegeben. Der Ort gehörte zu dieser Zeit weiterhin zur Gemeinde und Bürgermeisterei Fünfzehnhöfe innerhalb des Kreises Lennep. 1895 besitzt der Ort drei Wohnhäuser mit 13 Einwohnern, 1905 zwei Wohnhäuser und elf Einwohner.
1906 wurde die Bürgermeisterei Fünfzehnhöfe mit Hasenberg in die Stadt Lennep eingemeindet, die 1929 ihrerseits in Remscheid eingemeindet wurde.